# 贝德福德大楼
贝德福德大楼（Bedford Block）是美国波士顿的一座历史建筑，位于教堂绿地（Church Green）地区的贝德福德街99号。它建于1875年，风格采用约翰·拉斯金所提倡的威尼斯哥特式，又名拉斯金哥特式。。
它是由查尔斯·阿莫斯·柯明斯和威拉德·西尔斯设计，作为鞋类零售中心。所在地区曾被1872年波士顿大火摧毁。 该建筑于1979年列入国家史蹟名录。
贝德福德大楼的外墙用红色新不伦瑞克花岗岩和Tuckahoe大理石建造。 这是第一座在大火后使用新不伦瑞克红色花岗岩作为材料的建筑。